# أندي غونزاليس
أندي غونزاليس (بالإنجليزية: Andy Gonzalez)‏ هو عازف جاز أمريكي، ولد في 1951 في نيويورك في الولايات المتحدة.

## وصلات خارجية
- أندي غونزاليس على موقع ميوزك برينز (الإنجليزية)
- أندي غونزاليس على موقع أول ميوزيك (الإنجليزية)
- أندي غونزاليس على موقع ديسكوغز (الإنجليزية)